# Ябланаць
44°42′ пн. ш. 14°53′ сх. д. / 44.70° пн. ш. 14.89° сх. д.
Ябланаць (хорв. Jablanac) — населений пункт у Хорватії, в Лицько-Сенській жупанії у складі міста Сень.

## Населення
Населення за даними перепису 2011 року становило 83 осіб.
Динаміка чисельності населення поселення:

## Клімат
Середня річна температура становить 13,47 °C, середня максимальна – 26,10 °C, а середня мінімальна – 1,27 °C. Середня річна кількість опадів – 1052 мм.
| Клімат поселення                              | Клімат поселення | Клімат поселення | Клімат поселення | Клімат поселення | Клімат поселення | Клімат поселення | Клімат поселення | Клімат поселення | Клімат поселення | Клімат поселення | Клімат поселення | Клімат поселення | Клімат поселення |
| Показник                                      | Січ.             | Лют.             | Бер.             | Квіт.            | Трав.            | Черв.            | Лип.             | Серп.            | Вер.             | Жовт.            | Лист.            | Груд.            |                  |
| Середній максимум, °C                         | 9,82             | 10,15            | 11,87            | 15,28            | 20,75            | 25,30            | 26,10            | 25,45            | 21,87            | 17,78            | 13,00            | 10,20            |                  |
| Середня температура, °C                       | 5,55             | 5,87             | 7,58             | 11,02            | 16,43            | 21,03            | 22,73            | 22,10            | 18,50            | 14,42            | 9,63             | 6,83             |                  |
| Середній мінімум, °C                          | 1,27             | 1,57             | 3,30             | 6,73             | 12,17            | 16,77            | 19,35            | 18,72            | 15,10            | 11,03            | 6,25             | 3,47             |                  |
| Норма опадів, мм                              | 84               | 72               | 72               | 77               | 76               | 74               | 44               | 63               | 119              | 131              | 132              | 108              |                  |
| Середньомісячна швидкість вітру, м/с          | 3.02             | 3.13             | 3.23             | 3.05             | 2.73             | 2.55             | 2.58             | 2.53             | 2.70             | 2.90             | 3.40             | 3.30             |                  |
| Середньомісячна сонячна радіація, кДж/м²·день | 4636             | 7410             | 10911            | 15601            | 19918            | 21768            | 23437            | 20384            | 14876            | 9537             | 5108             | 3912             |                  |
| --------------------------------------------- | ---------------- | ---------------- | ---------------- | ---------------- | ---------------- | ---------------- | ---------------- | ---------------- | ---------------- | ---------------- | ---------------- | ---------------- | ---------------- |
| Джерело:                                      |                  |                  |                  |                  |                  |                  |                  |                  |                  |                  |                  |                  |                  |